# Korsujärvi
Korsujärvi är en sjö i kommunen Kuopio i landskapet Norra Savolax i Finland. Den är 12,5 meter djup. Arean är 39 hektar och strandlinjen är 6,14 kilometer lång. Sjön  ingår i Vuoksens huvudavrinningsområde.   Den ligger nära Kuopio och omkring 320 kilometer norr om Helsingfors. 